# Penya del Moro (Begues)
|  | No s'ha de confondre amb Penya del Moro (Collserola). |

La Penya del Moro és una muntanya de 467 metres que es troba entre els municipis de Begues, de Torrelles de Llobregat i de Vallirana, a la comarca del Baix Llobregat.